# オーボエ協奏曲 (マルチェッロ)
アレッサンドロ・マルチェッロの《オーボエと弦楽合奏のための協奏曲 ニ短調》は、1700年代初頭の作品であり、マルチェッロの最も有名な作品である。また最も有名なオーボエ協奏曲の一つである。過去においては、ベネデット・マルチェッロやアントニオ・ヴィヴァルディの作品と誤って伝えられてきた。ヨハン・ゼバスティアン・バッハはこの作品をニ短調のチェンバロ独奏曲(BWV 974)に編曲した。
以下の3つの楽章から成る。
- アンダンテ・スピッカート

- アダージョ

- プレスト

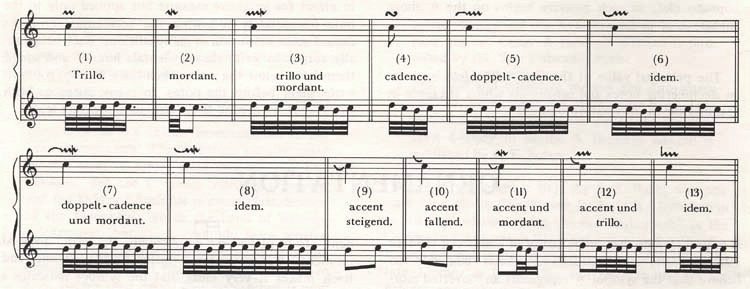
ヨハン・ゼバスティアン・バッハが長男ヴィルヘルム・フリーデマン・バッハのために残したマルチェッロのオーボエ協奏曲編曲版楽譜。

有名な第2楽章については、少なくとも2つの異稿が現存し、どちらも頻繁に演奏されている。主な相違は、オーケストラの和声と、中間部の旋律線である。
男子フィギュアスケート選手の宇野昌磨が、2020-2021シーズンのエキシビション及び2021-2022シーズンのショートプログラムで使用している。